# Kreminna (huyện)
Huyện Kreminna (tiếng Ukraina: Кремінський район, chuyển tự: Kreminnas’kyi raion) là một huyện của tỉnh Luhansk thuộc Ukraina. Huyện Kreminna có diện tích 1627 km², dân số theo điều tra dân số ngày 5 tháng 12 năm 2001 là 51927 người với mật độ 32 người/km2. Trung tâm huyện nằm ở Kreminna.